# Jean Grey
Jean Grey egy kitalált szereplő a Marvel Comics képregényeiben, az X-Men nevű szuperhőscsapat tagja. Stan Lee és Jack Kirby alkotta meg. Első megjelenése az X-Men első számában volt, 1963 szeptemberében Csodalány fedőnéven.
Jean Grey mutáns, erős telepatikus és telekinetikus képességekkel. Omega szintű (ötös szintű) mutáns, és a kozmikus Főnix-erő birtokában van.

## A karakter története

### Előélet
Jean Grey dr. John Grey és Elaine Grey lánya, Sara Grey nővére. Mielőtt csatlakozott az X-Menhez, családjával New York államban, Annandale-on-Hudsonban élt. Apja a Bard College egyik professzora volt.
Családjában egyedül Jean született mutáns képességekkel, melyek először tízéves korában jelentkeztek, mikor legjobb barátnőjét, Annie Richardst elütötte egy autó. Miközben barátja haldoklott, Jean ösztönösen kapcsolódott a tudatához. A trauma majdnem megölte a fiatal Jeant, aki kómába esett.
Hogy lányukat felébresszék a kómából, szülei kétségbeesetten szakértők és specialisták után kezdtek kutatni. Végül Charles Xavier professzor felfedezte, hogy Jean tudata még nem készült fel képességei irányítására és ezért telepatikus gátat hozott létre a lány agyában, hogy az idő előtt ne használhassa képességeit. Jean telekinetikus képességei 13 éves korában jelentkeztek. Kamaszként belépett Xavier professzor Tehetséggondozó Iskolájába, ahol felvette a Csodalány nevet és tagja lett az X-Mennek.
Képregényben
Jean Grey főnix erővel rendelkező mutáns, aki a Főnix Erők tagja volt. Azonban egy baleset után rejtélyes módon előtört sötét énje, Sötét Főnixszé vált, és korábbi szövetségesei ellen fordult. X Professzor segítségével leküzdte sötét énjét, majd csatlakozott az X-Menhez.

## Képességei
- Tárgyakat mozgat, manipulál az akaratával
- Képes emberek gondolataiban olvasni
- Főnix-erővel rendelkezik (az agya elzárt részében)